# OnClassical
OnClassical est un label discographique indépendant et site web spécialisé dans la musique classique.

## Histoire
Le label est fondé en 2003 en Italie par Alessandro Simonetto. Il appartient à la société OnClassical  Simonetto Via Ca'Morolazzaro  Pove del Grappa, Vicenza Italie. OnClassical est connu pour être le premier et en fait le seul, label électronique consacré à la musique classique et parmi les tout premiers, à utiliser les licences Creative Commons, ce qui en fait un label open source.
Parmi les principales caractéristiques du label : la seule production de musique classique avec des musiciens récompensés lors d'importants concours internationaux, la qualité de l'enregistrement sonore, la distribution sur Internet de la musique uniquement et donc l'absence du support physique du disque (on parle d'album) et des notes du livret.

## Artistes
La liste des pianistes inclus dans les première et deuxième versions de OnClassical (2003-2007) comprend Maurizio Baglini, Roberto Prosseda, Alberto Nosè, Roberto Plano, Alessandra Ammara, Mariangela Vacatello, Yuri Blinov, Leonid Egorov, Rustem Hayroudinoff. Dans la version actuelle (la troisième depuis juillet 2007), on trouve encore des enregistrements de Gianluca Luisi, Giampaolo Stuani, Roberto Poli et d'autres, tandis que certains enregistrements sont vendus à des labels étrangers réputés, notamment Naxos et, souvent en co-exclusivité, Brilliant Classics.
L'ensemble russo-allemand Don Kosaken Chor, dirigé par Wanja Hlibka, sort son seul CD chez OnClassical.

## Projets connexes
La musique d'OnClassical fait partie du projet Jamendo PRO : le label italien a en effet signé un accord spécial, avec le label luxembourgeois plus connu pour lui fournir certains albums à des fins commerciales sur la plateforme PRO.
Depuis 2010, le label propose l'intégrale de l'œuvre de Chopin avec le pianiste italo-américain Roberto Poli. Depuis 2011, il produit, en collaboration avec Brilliant Classics, la colossale pré-Bacha omnia pour clavecin et orgue qui comprend Dietrich Buxtehude, Georg Böhm, Johann Adam Reinken et Johann Gottfried Walther. L'interprétation de l'ensemble de la série est assurée par la chanteuse baroque toscane Simone Stella.
OnClassical est distribué en numérique par Naxos of America.